# Tubo de torpedo

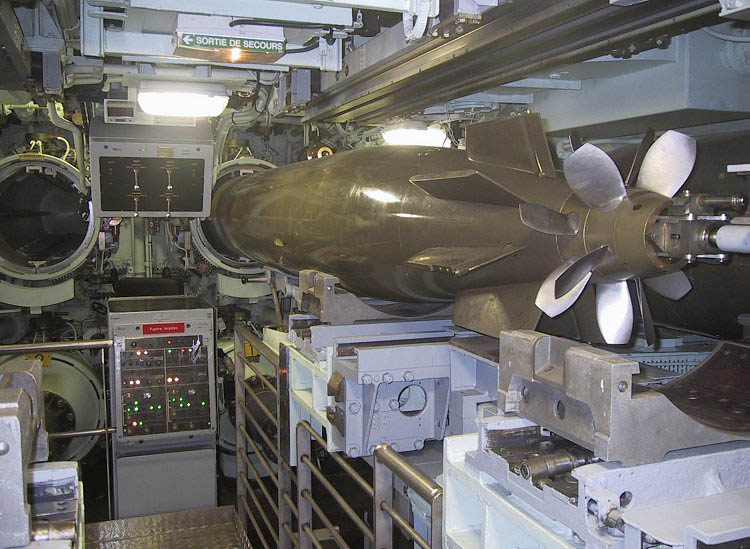
Tubos de torpedos no submarino francês Le Redoutable

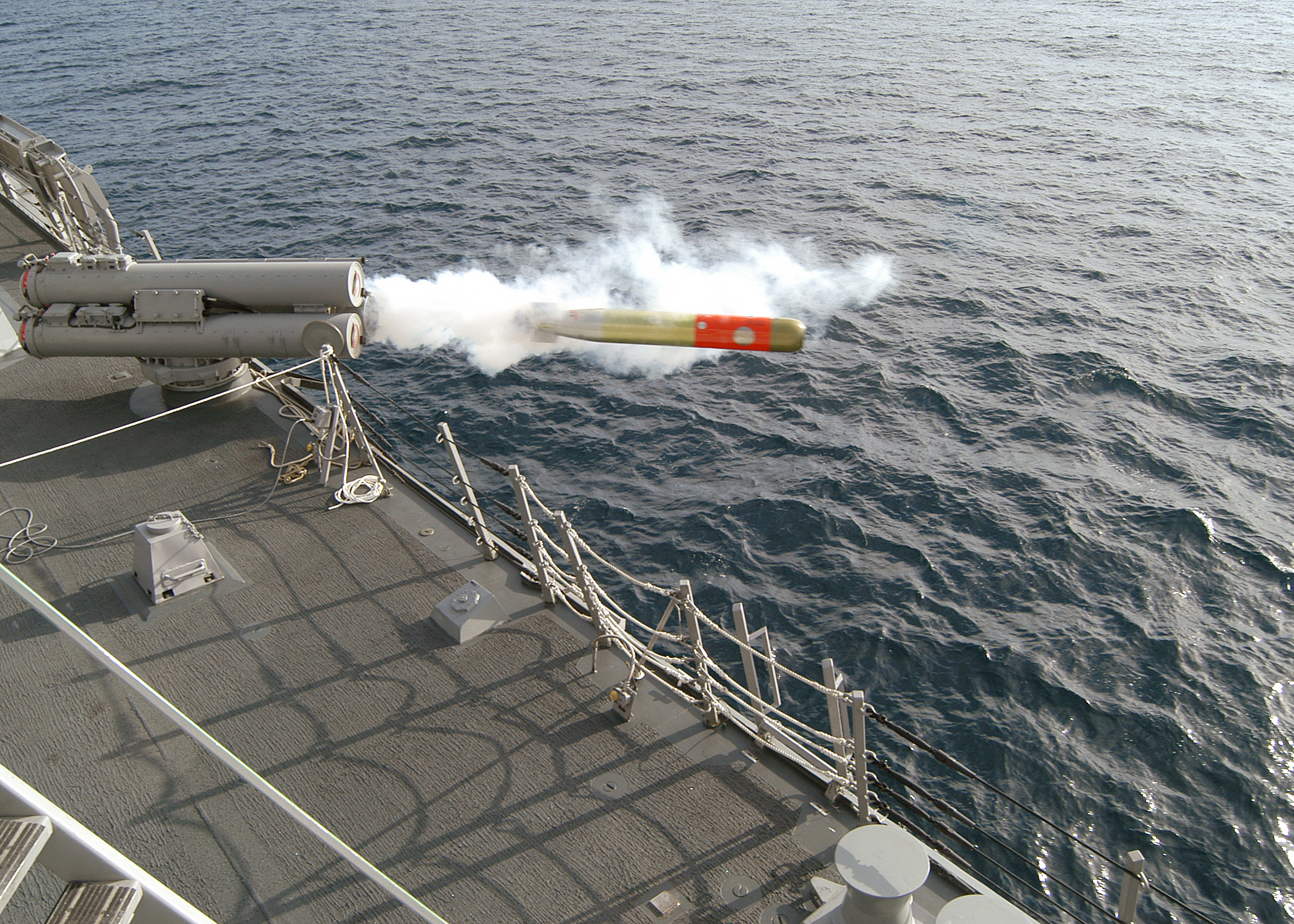
Um tubo (ou lançador de torpedos) a lançar um torpedo MK-32 Mod 15

Um tubo de torpedo é um engenho para lançar torpedos na direcção horizontal.
Existem dois tipos principais de tubos de torpedo:
- Aqueles desenhados para operar abaixo do nível de água, mais utilizados em submarinos.
- Aqueles montados no convés, de embarcações acima do nível da água, designados muitos vezes por lançadores de torpedos.